# Rabastens-de-Bigorre
Rabastens-de-Bigorre é uma comuna francesa na região administrativa da Occitânia, no departamento dos Altos Pirenéus. Estende-se por uma área de 8.93 km², e possui 1.444 habitantes, segundo o censo de 2018, com uma densidade de 160 hab/km².